# Atemptats de Catalunya de 2017
Els atemptats de Catalunya de 2017 van ser un seguit d'accions violentes reivindicades per una cèl·lula d'Estat Islàmic composta per 12 militants liderats per l'imam de Ripoll Abdelbaki es Satty, els quals van preparar accions violentes a Catalunya des d'un xalet d'Alcanar. Aquests atacs van causar setze víctimes mortals en dos atacs amb sengles vehicles-ariet i accions amb arma blanca, i la mort de vuit dels militants.

## Descripció dels fets

### Antecedents
Després dels atemptats de l'11 de setembre de 2001 els Estats Units d'Amèrica van iniciar la Guerra contra el terrorisme (War on terror, en anglès) que es materialitzaria amb la Guerra de l'Afganistan i la Invasió de l'Iraq de 2003. En resposta a aquestes accions hi van haver diferents atacs terroristes contra els estats participants de la coalició: l'atemptat de Madrid de l'11 de març de 2004 i els atemptats de Londres del 7 de juliol de 2005.
Des de 2007 diversos informes dels serveis d'intel·ligència van començar a identificar Catalunya com un destacat centre d'activitat al Mediterrani de grups extremistes islamistes. Algun d'aquests informes seria filtrat per Wikileaks el 2009, on es relacionava extremisme amb immigració.

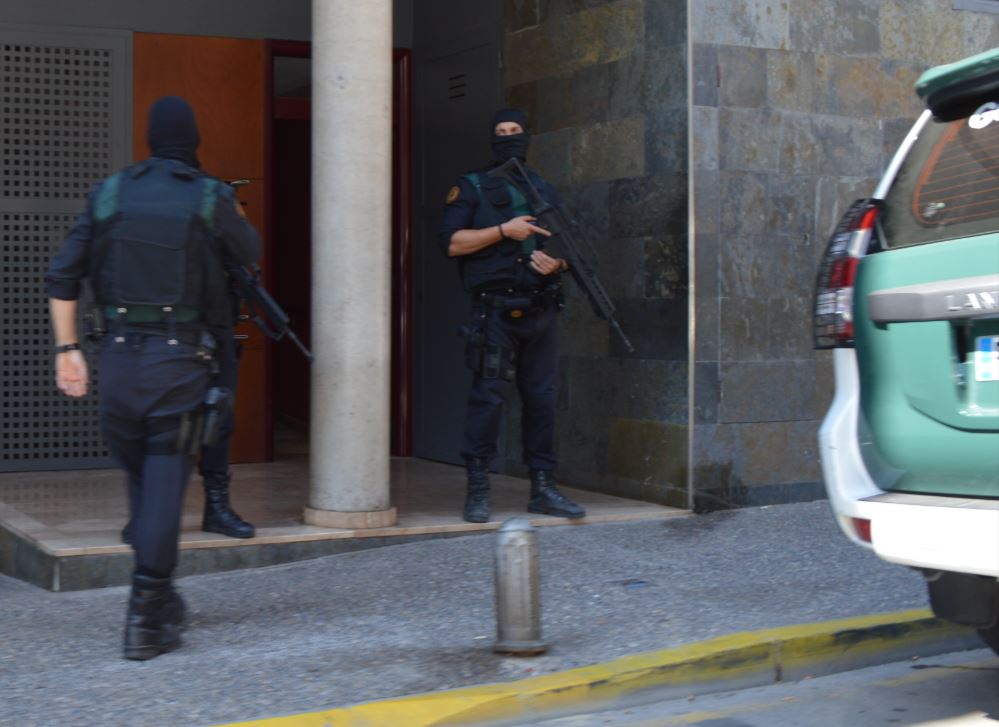
Agents de la Guàrdia Civil detenint dues persones a Arbúcies acusades de finançar Daeix el 2016.

Amb l'esclat de la Guerra Civil siriana, vestigis islamistes de la insurgència iraquiana després de 2011 es van organitzar i l'any 2014 van auto-proclamar l'Estat Islàmic (també anomenat Daeix); que organitzaria i fomentaria una nova onada d'atemptats a Europa, com els de Niça i Brussel·les el 2016 o Londres el 2017. Progressivament, a mesura que Daeix perdien territori, van canviar de tàctica i van començar a promoure atacs ràpids i sense preparació, fent servir ganivets, explosius casolans o amb vehicles.
Els serveis d'intel·ligència dels Estats Units consideraven Catalunya un punt prioritari en la lluita contra el terrorisme, per això, l'any 2015 van desplegar agents de la CIA pel territori, coordinats al consolat dels EUA de Barcelona, treballant principalment a les demarcacions de Tarragona i Barcelona, considerats nuclis més actius. Poc després, l'any 2016, l'Estat Islàmic amenaçava la capital catalana ensenyant la Sagrada Família en un dels seus vídeos propagandístics.
Simultàniament, entre l'any 2012 i 2016, a Catalunya es van detenir un total de 62 persones en 31 operacions per presumpta vinculació amb el terrorisme fonamentalista segons dades del Ministeri de l'Interior d'Espanya (una tercera part dels 186 detinguts per aquest motiu a l'estat espanyol, i una tercera part dels sentenciats).

### Preparatius i explosió del xalet d'Alcanar
Abdelbaki es Satty, que era l'imam de Ripoll des de 2015, hauria radicalitzat a un grup de joves de Ripoll, formant una cèl·lula de 12 militants. Es Satty s'havia desplaçat a Vilvoorde, un dels bressols del gihadisme a Europa, entre gener i març de 2016. També se sap que va conviure a Vilanova i la Geltrú amb Bellil Belgacem, qui es va immolar a Iraq en 2003, i Mohamed Mrabet Fhasi, que va ser investigat després de l'Atemptat de Madrid de l'11 de març de 2004 per reclutar militants islamistes.
Dos dels membres de la cèl·lula es van desplaçar a Zúric el desembre de 2016. Des de febrer de 2017 el grup va fer servir un xalet ocupat il·legalment a la urbanització Montecarlo d'Alcanar, a la comarca del Montsià, com a centre d'operacions amb l'objectiu d'organitzar un atac massiu a Barcelona, fent servir explosius. El vehicle Audi A3 usat més tard a Cambrils fou detectat el mes d'agost a París.
El seu pla inicial hauria estat, segons informen fonts policials, omplir un camió amb explosius i bombones de butà i possiblement detonar-lo en algun lloc cèntric com la Sagrada Família. L'atac s'hauria estat preparant durant setmanes, acumulant més de 120 bombones de butà i disposant d'acetilè, un gas molt inflamable, i l'explosiu TATP, habitualment usats per Estat Islàmic.
La nit del 16 d'agost de 2017 es va produir un accident que provocà una forta explosió, tot i que inicialment els mitjans de comunicació i d'emergències van atribuir-la a un accident fortuït amb gas butà. Hi van morir Youssef Aallaa i Abdelbaki es Satty, ambdós nascuts al Marroc, i Mohamed Houli Chemlal, originari de Melilla, va quedar ferit greu i fou traslladat a l'Hospital de Tortosa. Un dia després, mentre els operaris i els cossos de seguretat estaven netejant la runa, es va produir una segona detonació. En aquest cas sis membres dels Mossos d'Esquadra, dos Bombers de la Generalitat de Catalunya i un operari de retroexcavadora van haver de ser atesos amb ferides de diversa consideració.
Davant d'aquests fets, els presumptes terroristes haurien ideat un segon atac, de dimensions menors, al centre de Barcelona. Per tal de perpetrar-ho, haurien intentat llogar un camió, però com que no tenien els permisos necessaris, finalment Younes Aboyaaqoub hauria llogat dues furgonetes Fiat Talento blanques a Telefurgo, una empresa de lloguer de vehicles ubicada a Santa Perpètua de Mogoda.

### Atropellament a la Rambla de Barcelona

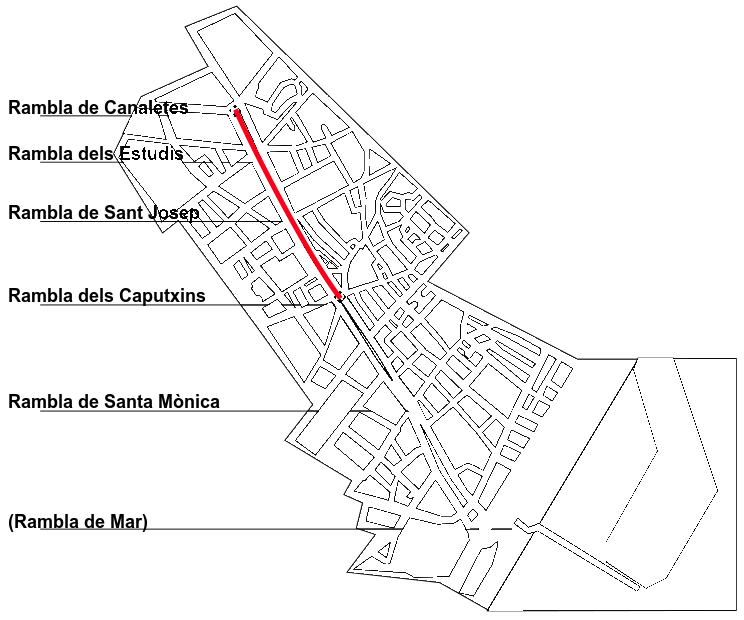
Recorregut de la furgoneta durant l'atac

El dijous 17 d'agost, a les 16:50h, una de les furgonetes de lloguer, conduïda per Younes Aboyaaqoub, va envestir desenes de persones a la part alta de la Rambla de Barcelona fent esses al llarg d'uns 550 metres per tal d'atropellar més gent. El furgó va aturar-se a l'altura de mitja Rambla, just a sobre del Mosaic del Pla de l'Os de Joan Miró. Seguidament, el conductor va sortir de la furgoneta, fugint a peu travessant el mercat de la Boqueria.

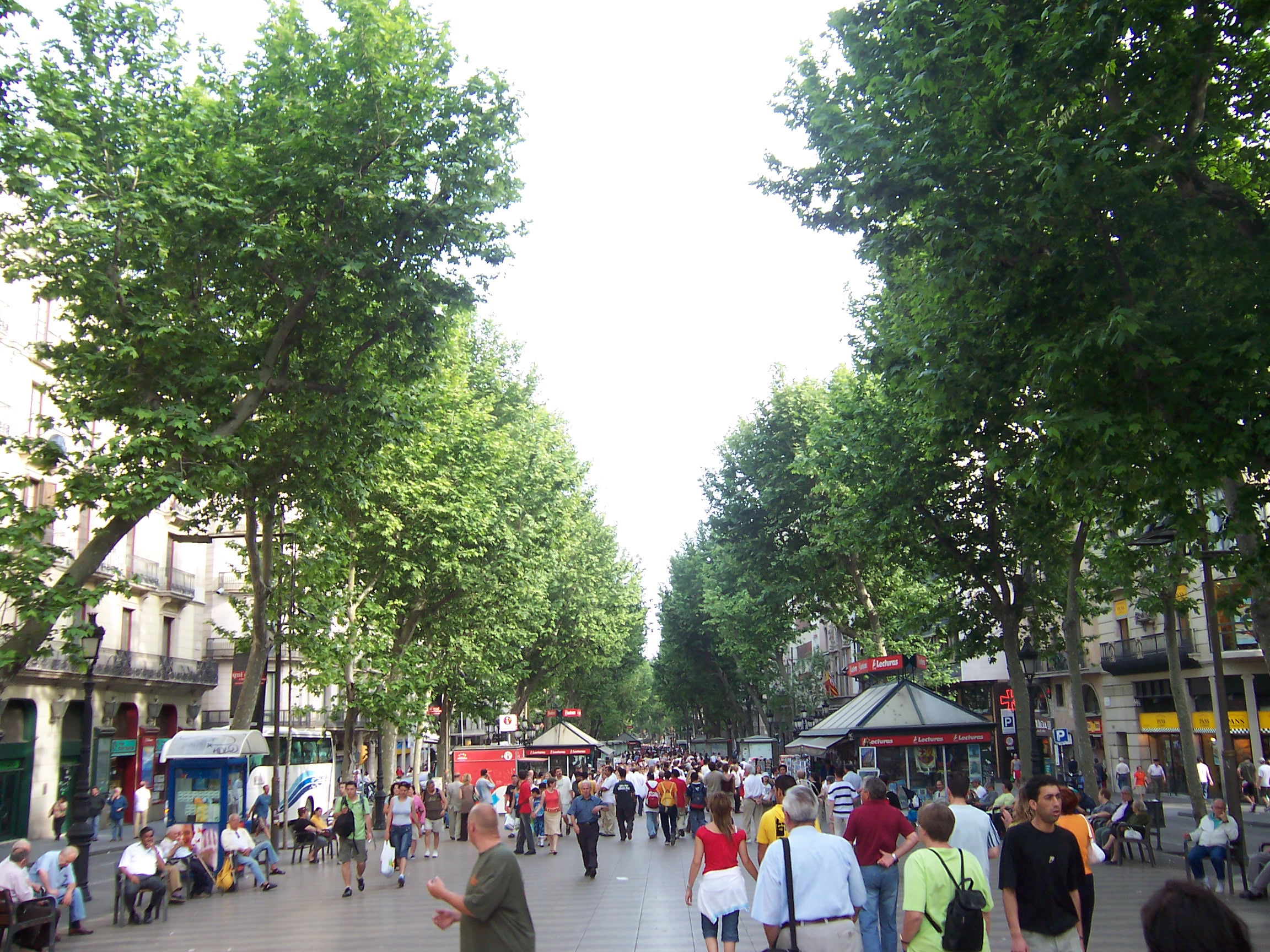
Inici de La Rambla, on hauria començat l'atac
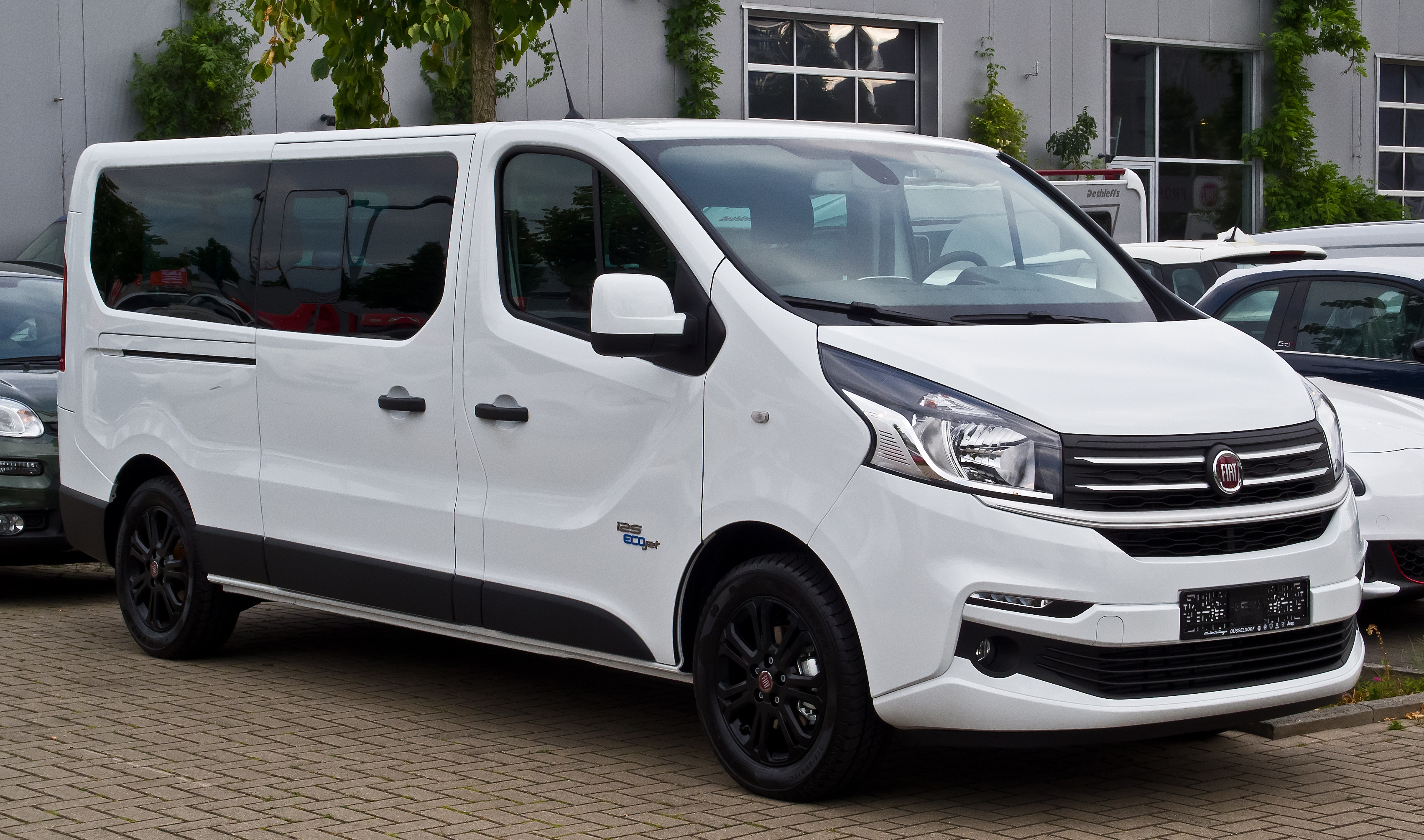
Model de vehicle que es va fer servir
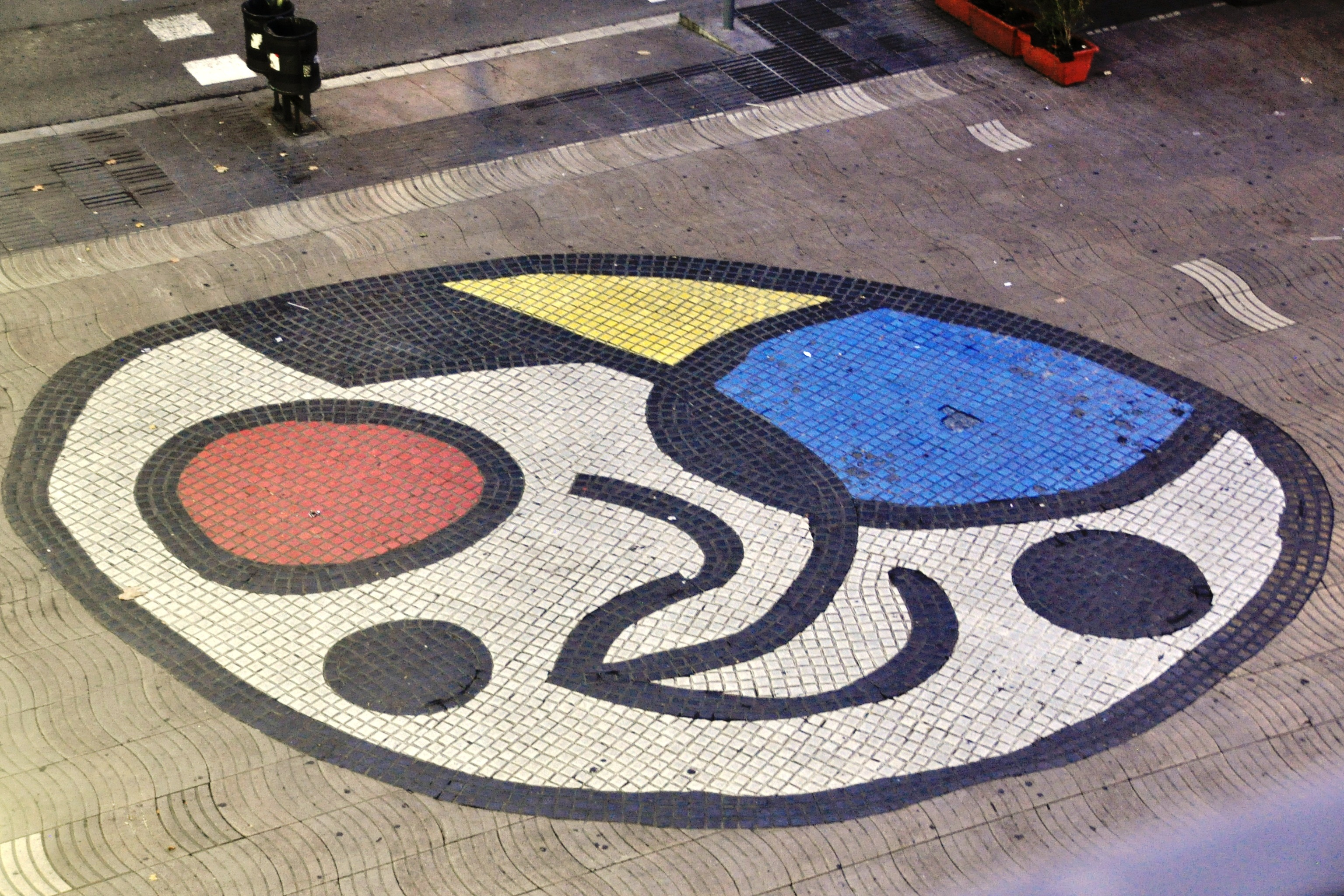
Punt de la Rambla on es va aturar el vehicle

Al cap de pocs minuts es va desplegar un fort dispositiu policial, anomenat «Operació Gàbia», i els diversos canals d'emergències oficials van demanar a la ciutadania no sortir al carrer per la zona i als vianants que es protegissin als portals i locals propers. També van posar en marxa el dispositiu antiterrorista Cronos. Aquests dispositius de control antiterrorista van causar un col·lapse de trànsit a la ciutat comtal que es va allargar fins a altes hores de la nit, ja que es verificava un per un qualsevol vehicle que intentés sortir de la ciutat.
Aboyaaqoub va arribar fins a la Zona Universitària, on va robar un Ford Focus blanc que a les 19:45 es va saltar un control policial a la part alta de l'Avinguda Diagonal de Barcelona, davant de l'edifici del RACC. El conductor va envestir dos agents dels mossos, que van disparar fins a 10 trets al vehicle, però aquest va aconseguir fugir. El cotxe va aturar-se pocs kilòmetres més endavant, a Sant Just Desvern, davant mateix de l'edifici Walden 7, i quan la policia va arribar al cotxe hi va trobar, víctima d'un apunyalament, el propietari del vehicle, un home de 34 anys, veí de Vilafranca del Penedès.
Es va dictar una ordre internacional de recerca i captura sobre Younes Abouyaaqoub, qui va arribar a Sant Pere Molanta caminant, i va intentar robar un cotxe el 21 d'agost, però finalment fou abatut a Subirats el mateix 21 d'agost.

### Atemptat a Cambrils

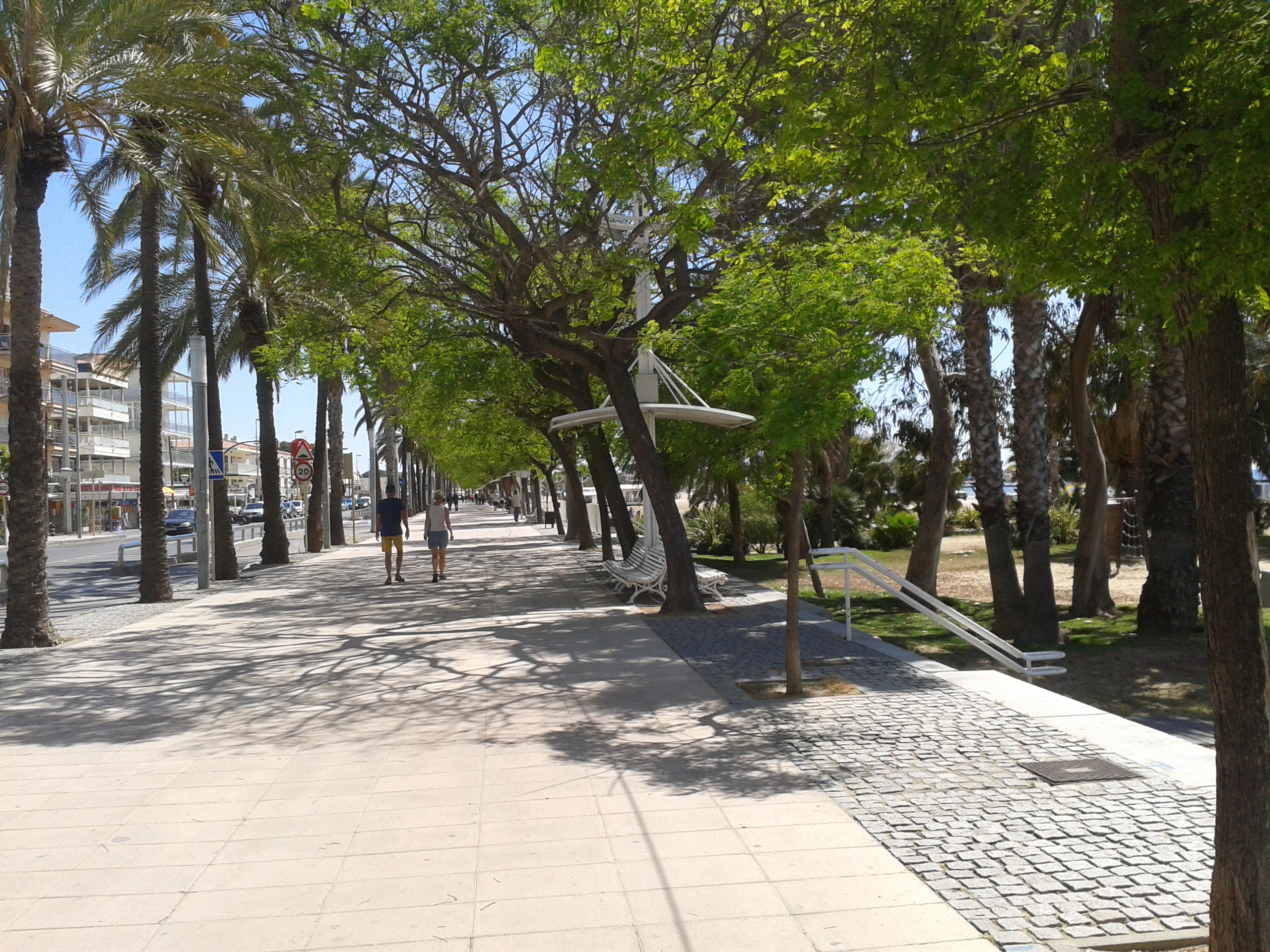
Passeig Marítim de Cambrils, lloc dels fets

Passada la mitjanit, el 18 d'agost del 2017, els Mossos d'Esquadra van informar que hi havia un dispositiu policial en marxa a Cambrils i que la població havia de romandre a casa seva i evitar la difusió de rumors, que podrien interferir amb la intervenció. A les 1:30 de la nit, un Audi A3 negre va irrompre a tota velocitat pel carrer Jaume I de Cambrils i va envestir un cotxe patrulla dels Mossos. Poc després el cotxe va bolcar davant del Club Nàutic, ubicat a pocs metres del control. Del cotxe van baixar cinc individus carregats amb matxets i una destral, i amb cinturons que simulaven explosius. Van intentar agredir la patrulla de mossos i atacar els vianants, provocant una víctima mortal. Després d'un tiroteig, un sol agent dels Mossos d'Esquadra va aconseguir reduir quatre dels terroristes. El cinquè atacant va fugir per l'avinguda de la Diputació (Passeig Marítim) i va ser abatut un centenar de metres després per un altre agent.
Els atacants es van identificar com Moussa Oukabir, de 17 anys, Said Aallaa, de 19 anys, els germans Omar i Mohamed Hychami, de 21 i 24 anys respectivament, i Al-Houssaine Abouyaaqoub, de 22 anys, tots nascuts al Marroc i residents a Ripoll.

### Altres detinguts
A part de Mohamed Houli, ferit a l'explosió d'Alcanar, es va detenir Driss Oukabir, de 28 anys, germà gran de Moussa Oukabir, Mohamed Aallaa de 26 anys, germà de Said Aallaa i propietari de l'Audi A3 que van utilitzar els terroristes a Cambrils, i Sahl el Karim, de 34 anys, regent d'un locutori a Ripoll, tots ells nascuts al Marroc. Els dos darrers foren exculpats i posats en llibertat al cap de pocs dies.

## Autoria
Estat Islàmic va reivindicar l'autoria dels fets, mitjançant un comunicat difós pel seu òrgan de propaganda Amaq. Estat Islàmic identifica els autors de l'atac com a "soldats del califat", el terme amb què es refereix als membres de l'organització.

## Víctimes
| Nacionalitat | Morts |
| ------------ | ----- |
| Alemanya     | 1     |
| Austràlia    | 1     |
| Bèlgica      | 1     |
| Canadà       | 1     |
| Espanya      | 6     |
| Estats Units | 1     |
| Itàlia       | 3     |
| Portugal     | 2     |
| Total*       | 16    |

En total es comptabilitzen setze víctimes mortals i més de 100 persones de fins a 34 nacionalitats van resultar ferides.
Les tretze víctimes mortals de l'atropellament a la Rambla de Barcelona foren un nen de doble nacionalitat australiana i britànica de 7 anys, un canadenc de 78 anys, una dona belga de 44 anys, dos homes de 25 i 35 anys i una dona de 70 anys de nacionalitat italiana, un estatunidenc de 42 anys, dues portugueses de 20 i 73 anys, un home de nacionalitat espanyola de 57 anys, i tres catalans, un nen de tres anys i dues dones de 40 i 75 anys. Dies després va morir una dona alemanya de 51 anys.
A més, va morir un català de 34 anys, localitzat apunyalat en un cotxe a Sant Just Desvern, i una dona de 67 anys en l'atac de Cambrils.

## Conseqüències

### Manifestació «No tinc por»

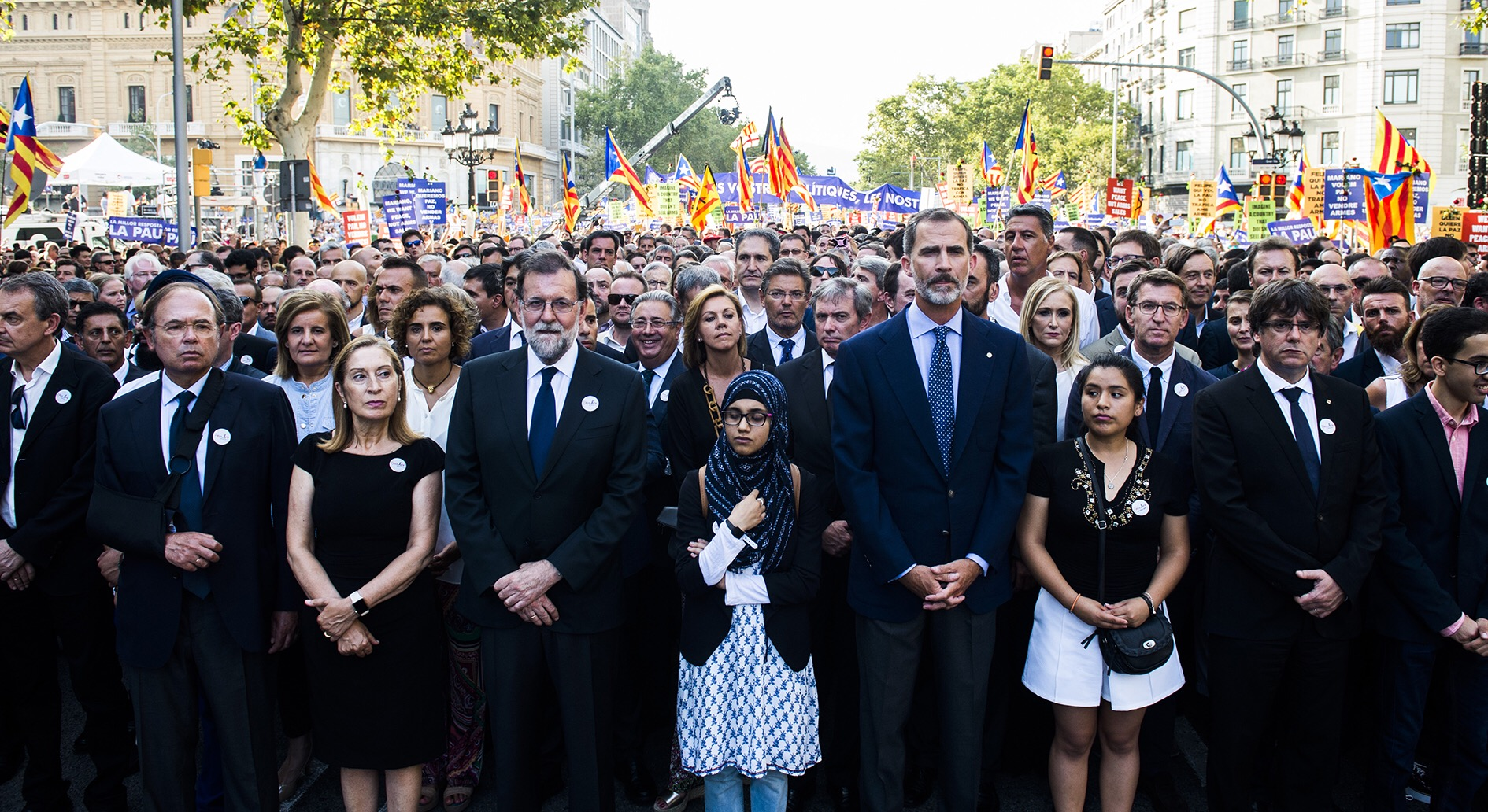
Autoritats en la manifestació

Juntament amb altres manifestacions a Ripoll, Cambrils o Rubí, la manifestació «No tinc por» va tenir lloc a Barcelona uns dies després dels atemptats organitzada per la Generalitat de Catalunya i l'Ajuntament de Barcelona, amb una assistència d'unes 500.000 persones, segons xifres de la Guàrdia Urbana de Barcelona, i entre ells Felip VI d'Espanya com a cap d'Estat, Mariano Rajoy Brey, president del govern espanyol, Carles Puigdemont i Casamajó, president de la Generalitat de Catalunya i Ada Colau i Ballano, alcaldessa de Barcelona.

### Memorial a la Rambla de Barcelona
El 4 de març de 2019 es va inaugurar el memorial en record de les víctimes dels atemptats. El memorial està inserit al terra de les Rambles, prop del mosaic de Joan Miró i consta de la inscripció "Que la pau et cobreixi, oh ciutat de pau" en català, castellà i anglès i està acompanyada d'un dibuix de Barcelona de l'artista Frederic Amat i la data i hora de l'atemptat. El missatge es va seleccionar d'una frase escrita en àrab que algú va deixar al lloc dels atemptats els dies posteriors.

### Polèmica
La investigació dels fets es va assumir des del Jutjat Central d'Instrucció número 4 de l'Audiència Nacional, en considerar-ho un acte de terrorisme. La discutida vinculació d'es Satty com a confident del Centre Nacional d'Intel·ligència o de la policia espanyola, el posterior vet de la Mesa del Congrés espanyol per obrir una comissió d'investigació dels fets i la negativa de l'Audiència Nacional per analitzar possibles negligències de la Seguretat d'Estat, van fer incrementar diverses acusacions i incògnites (també exposades com a conspiranoiques) sobre la implicació o previ coneixement dels serveis secrets espanyols en la perpetració dels atacs.

### Vinculació del CNI amb Abdelbaki es Satty
Amb el pas del temps, diferents informacions periodístiques afirmaven que el Centre Nacional d'Intel·ligència (CNI) havia tingut contactes amb Abdelbaki es Satty, imam de Ripoll i líder de la cèl·lula terrorista. Aquests contactes foren confirmats pel CNI, sense indicar-ne els resultats. Sembla que els contactes amb el terrorista s'iniciaren quan aquest fou empresonat per tràfic de drogues i declarés que un grup gihadista l'havia obligat a traficar. El juliol de 2019 el diari digital Público publicà que Es Satty havia estat confident del CNI fins al mateix moment dels atemptats i que el CNI també seguia i tenia intervinguts els telèfons mòbils dels integrants de la cèl·lula terrorista, cosa que vol dir que podrien ser coneixedors dels seus plans. Tot plegat emmarcat en la lluita de l'estat contra el referèndum d'independència que s'havia de celebrar a Catalunya l'1 d'octubre d'aquell mateix any. L'endemà de l'atemptat, el CNI esborrà la fitxa de col·laborador d'Es Satty. L'11 de gener de 2022 l'excomissari José Manuel Villarejo declarà en el judici pel cas Tàndem, de l'espionatge que hauria fet amb CENYT per a despatxos d'advocats, empresaris i particulars, que:
| «                                                                                        | (castellà) Yo he seguido trabajando con el CNI hasta el último día. Estuve trabajando con ellos para intentar arreglar el entuerto del famoso atentado del imam de Ripoll etcétera etcétera, donde al final fue un error grave del señor Sanz Roldán que calculó mal las consecuencias, por darle un pequeño susto a Cataluña | (català) Jo he continuat treballant amb el CNI fins a l'últim dia. Vaig estar treballant amb ells per intentar arreglar l'embolic del famós atemptat de l'imam de Ripoll etcètera etcètera, on al final va ser un error greu del senyor Sanz Roldán que en va calcular malament les conseqüències, per donar-li un petit ensurt a Catalunya | » |
| — Jose Manuel Villarejo, en la sessió de l'11 de gener de 2022 del judici pel cas Tàndem | | |   |

L'endemà, abans d'entrar de nou en una nova sessió del judici pel cas Tàndem, Villarejo declarà:
| « | (català) La intenció en absolut era provocar un atemptat, però si donar l’aparença del risc perquè Catalunya tingués la necessitat de la protecció de l’Estat i se’ls hi en va de les mans quan l’imam se’ls mor i els jovenets no saben com reaccionar | » |
| — Jose Manuel Villarejo, el 12 de gener de 2022 abans d'entrar en una nova sessió del judici pel cas Tàndem | |   |

El 23 de desembre de 2024 el Consell de Ministres espanyol aprovà la desclassificació de la documentació dels ministeris de defensa i de l’interior sobre els atemptats de Barcelona i Cambrils del 17-A. Obrint així la possibilitat de conèixer tots els registres sobre els atemptats i els seus autors, així com les visites del CNI a l’imam de Ripoll, Abdelbaki es-Satti en la seva estada a la presó de Castelló.